# Gerhard Bakenhus
Gerhard Bakenhus (* 14. Dezember 1860 in Großenmeer; † 12. Dezember 1939 in Kreyenbrück) war ein deutscher Maler.

## Ausbildung

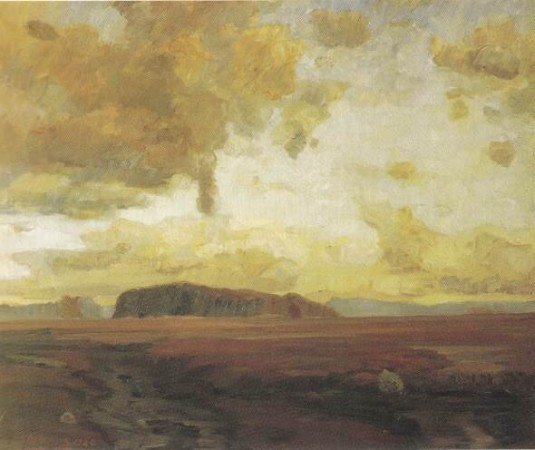
Gerhard Bakenhus: Moorlandschaft, 1920

Gerhard Emil Bakenhus wurde am 14. Dezember 1860 in Großenmeer/Landkreis Wesermarsch als Sohn des Webers und Hausierers Johann Harm Bakenhus in Großenmeer bei Oldenburg geboren. Die elterliche Landstelle mit dem kleinen Laden warf wenig ab. Gerhard Bakenhus, dem die Schule leichtfiel und der früh begann, mit Farben zu experimentieren, wurde nach dem Besuch der Dorfschule in eine für ihn unergiebige und unerfreuliche Lehre zum Anstreicher nach Rastede geschickt. Die harte Ausbildung setzte er in einem Elsflether Schiffsbetrieb fort, nahm dann aber Reißaus Richtung Münster und wurde dort wegen seines roten Hemds als Sozi verdächtigt und eingesperrt. 1879 schloss er die Lehre zum Maler und Glaser dann doch noch ab. Anschließend kam er auf der üblichen Gesellenwanderschaft nach Oldenburg. Sein Interesse für die großherzogliche Galerie führte dazu, dass er Unterricht bei deren Konservator Sophus Diedrichs (1817–1893) erhielt. Bei ihm lernte er den jungen Maler Richard tom Dieck (1862–1943) kennen, der sich gerade mit einem Kunststipendium vom Großherzog in Richtung Berlin aufmachte und mit dem er eine lebenslange Freundschaft schloss. Gerhard Bakenhus folgte ihm 1880 in die Hauptstadt und hielt sich mit Gelegenheitsverdiensten über Wasser, unter anderem als Schnellmaler in Varietés, als Dekorationsmaler, Anstreicher und Fotograf. Abends besuchte er die Kunstgewerbeschule. 1888 konnte er mit einem großherzoglichen Stipendium zwei Semester in Karlsruhe beim damals als Landschaftsmaler sehr angesehenen Professor Gustav Schönleber (1851–1917) studieren.

## Leben und Arbeit

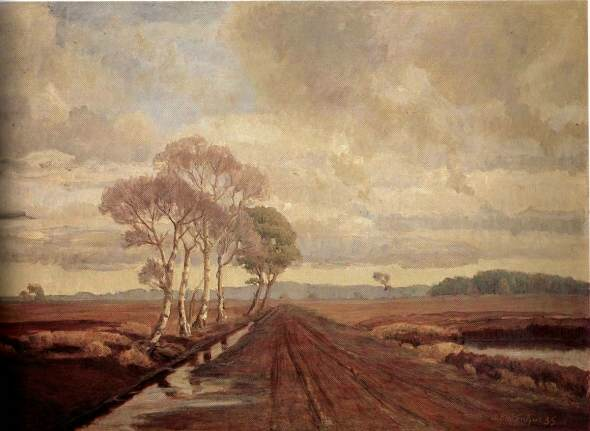
Gerhard Bakenhus: Birkenweg im Moor, 1935

Nachdem der Freund Berlin verlassen hatte, kehrte Gerhard Bakenhus ins Oldenburger Land zurück, arbeitete als Anstreicher und betrieb ab 1884 wieder Studien im Augusteum. 1886 ging er nach Hamburg und arbeitete in einer lithographischen Anstalt. Danach war Gerhard Bakenhus sechs Jahre lang als Theatermaler, Lithograph und Fotograf in Hamburg, Berlin und wieder in Hamburg tätig. Handwerklich perfekt, mit klaren künstlerischen Vorstellungen und immer geneigt, über Kunst auch zu theoretisieren, kehrte Bakenhus 1895 endgültig nach Oldenburg zurück, wo es ihm in zehn Jahren gelang, als freier Landschafts- und Stilllebenmaler Fuß zu fassen. 1905 baute er sich vor der Stadt im abgelegenen Kreyenbrück im damaligen Schaftriftsweg, der heutigen Klingenbergstraße, ein Haus und heiratete Anne Wilhelmine Ferdinande Emma Kersebaum (1876–1964), die Direktrice in einer Putzmacherei war und sich auch mit Erfolg kunsthandwerklich betätigte. Aus der Ehe gingen zwei Kinder hervor.
Landschaftsmaler waren zu dieser Zeit sehr viel weniger gefragt als Portraitisten und Lebensmaler wie Professor Bernhard Winter, zudem stieß der eigenwillige und wohl etwas zu direkte Bakenhus empfindliche Leute und potentielle Käufer seiner Bilder gelegentlich vor den Kopf. „Ein Dickschädel ist das“, sagte Professor Winter über ihn, aber darin schwang Anerkennung über Gerhard Bakenhus geraden Kurs mit.
Im Mittelpunkt seines malerischen Werkes stand die nordwestdeutsche Marsch-, Heide- und Moorlandschaft. Seine Gemälde sind im Grunde lyrischer Art und geben ganzheitlich erfasste Erscheinungen und Stimmungen der Natur wieder. Sein Bildaufbau ist fest, seine Töne sind abgestuft und fein, auch bei grobflächigem Farbauftrag. Sein Stil, den er 1905 gefunden hatte, machte ihn zu einem achtbaren Vertreter der nordwestdeutschen Freilichtmalerei und als solchen mit einem leichten Zeitverzug zu einem wesentlichen Repräsentanten oldenburgischer Malerei.

## Ausstellungen
Obwohl es Gerhard Bakenhus schwer hatte, sich als Maler der düsteren Farbreize seiner heimatlichen Landschaft durchzusetzen, ein raues Wesen hatte, in wirtschaftlichen Dingen ungeschickt war und immer in bescheidenen Verhältnissen leben musste, fand er doch Anerkennung. 1904 war er Mitbegründer des Oldenburger Künstlerbundes und gehörte als Schriftführer auch dessen Vorstand an. 1905 erhielt er die Silberne, 1916 die Goldene Oldenburgische Staatsmedaille. Von Februar bis März 1909 stellte er in der Kunsthalle Bremen im Rahmen der 3. Ausstellung der Vereinigung Nordwestdeutscher Künstler unter anderem mit Ludwig Dettmann, Paul Müller-Kaempff, Heinrich Vogeler und anderen seine Arbeiten aus. 1913 wurde er gemeinsam mit Max Liebermann und den Worpswedern im Augusteum ausgestellt. 1935 zeichnete ihn die Stadt Oldenburg durch Eintragung in ihr Goldenes Buch aus. 1920 und 1936 wurde Gerhard Bakenhus durch Jubiläumsausstellungen geehrt. 1912/13 unternahm er eine Schiffsreise nach Nordafrika, auf welcher er kleine Seestücke malte. 1925/26 unternahm er noch eine Kunstreise nach Berlin.
Nach seiner zweiten Jubiläumsausstellung erkrankte er an Krebs, der nach einer dritten Operation zum Tode führte.

## Mallehrer Gerhard Bakenhus
Da Bakenhus mit seiner Malerei nie wirklich auf Profit aus war, stimmte die Familienkasse selten. In einem Brief an tom Dieck gestand er 1922: „Auch fehlt mir stets das Geld, um mir Farben, Bücher und dergleichen anzuschaffen.“ So lag der Gedanke, Malunterricht zu geben, sehr nahe. Eine ganz besondere Bedeutung für Oldenburg hatte deshalb sein Malunterricht, den er gab. Schon vor dem Ersten Weltkrieg versammelten sich Schüler um den Moormaler. Für einige Gutbetuchte gehörte es zum gutbürgerlichen Ton, einmal in die Bohème hineinzuschnuppern und sich in die Geheimnisse der Kunst einweisen zu lassen. Kreyenbrück wurde eine richtige Künstlerkolonie und Gerhard Bakenhus ihr Ziehvater. Schüler von ihm waren Hugo Duphorn (1876–1909), Wilhelm Kempin (1885–1951), Heinz Witte-Lenoir (1880–1961), Johannes von Wicht (1888–1970), Hermann Böcker (1890–1978), Margarethe Francksen-Kruckenberg (1890–1975), Marie Meyer-Glaeseker (1901–1983), Willi Meyer (1890–1958), Ludwig Fischbeck (1866–1954), Emy Rogge (1866–1959) und sogar Theodor Tantzen, der letzte oldenburgische Ministerpräsident.